# Dzień Marynarki Wojennej (Rosja)
Dzień Marynarki Wojennej (ros. День Военно-морского флота) – święto Marynarki Wojennej Federacji Rosyjskiej, obchodzone corocznie w ostatnią niedzielę lipca.
Pomysłodawcą zorganizowania święta na cześć floty był Piotr I Wielki. Car ustanowił obchody w dniu rocznicy zwycięstwa w bitwie morskiej pod Gangut, gdzie Rosjanie pokonali Szwedów. Stało się to 7 sierpnia (czyli 27 lipca starego stylu), 1714. Wynik bitwy pod Gangut był pierwszym w historii zwycięstwem rosyjskiej marynarki wojennej.
Później w ZSRR Dzień Marynarki Wojennej został ustanowiony dekretem Rady Komisarzy Ludowych ZSRR i Komitetu Centralnego Wszechzwiązkowej Komunistycznej Partii Bolszewików z 22 czerwca 1939. Dzień Marynarki Wojennej zaczął być obchodzony corocznie 24 lipca. W 1988 zgodnie z dekretem Prezydium Rady Najwyższej ZSRR przesunięto święto zawodowe marynarzy wojskowych z ustalonego terminu na ostatnią niedzielę lipca.
We współczesnej Rosji Dzień Marynarki Wojennej obchodzony jest zgodnie z dekretem prezydenta Władimira Putina „O ustanowieniu świąt zawodowych i dni upamiętnienia w Siłach Zbrojnych Federacji Rosyjskiej” z dnia 31 maja 2006.